# Mykołajiwka (rejon białogrodzki)
Mykołajiwka (ukr. Миколаївка) – wieś na Ukrainie, w obwodzie odeskim, w rejonie białogrodzkim, w hromadzie Serhijiwka. W 2001 liczyła 1516 mieszkańców, wśród których 1395 wskazało jako ojczysty język ukraiński, 107 rosyjski, 9 mołdawski, 1 węgierski, 1 bułgarski, a 3 gagauski.